# Angelina Maccarone

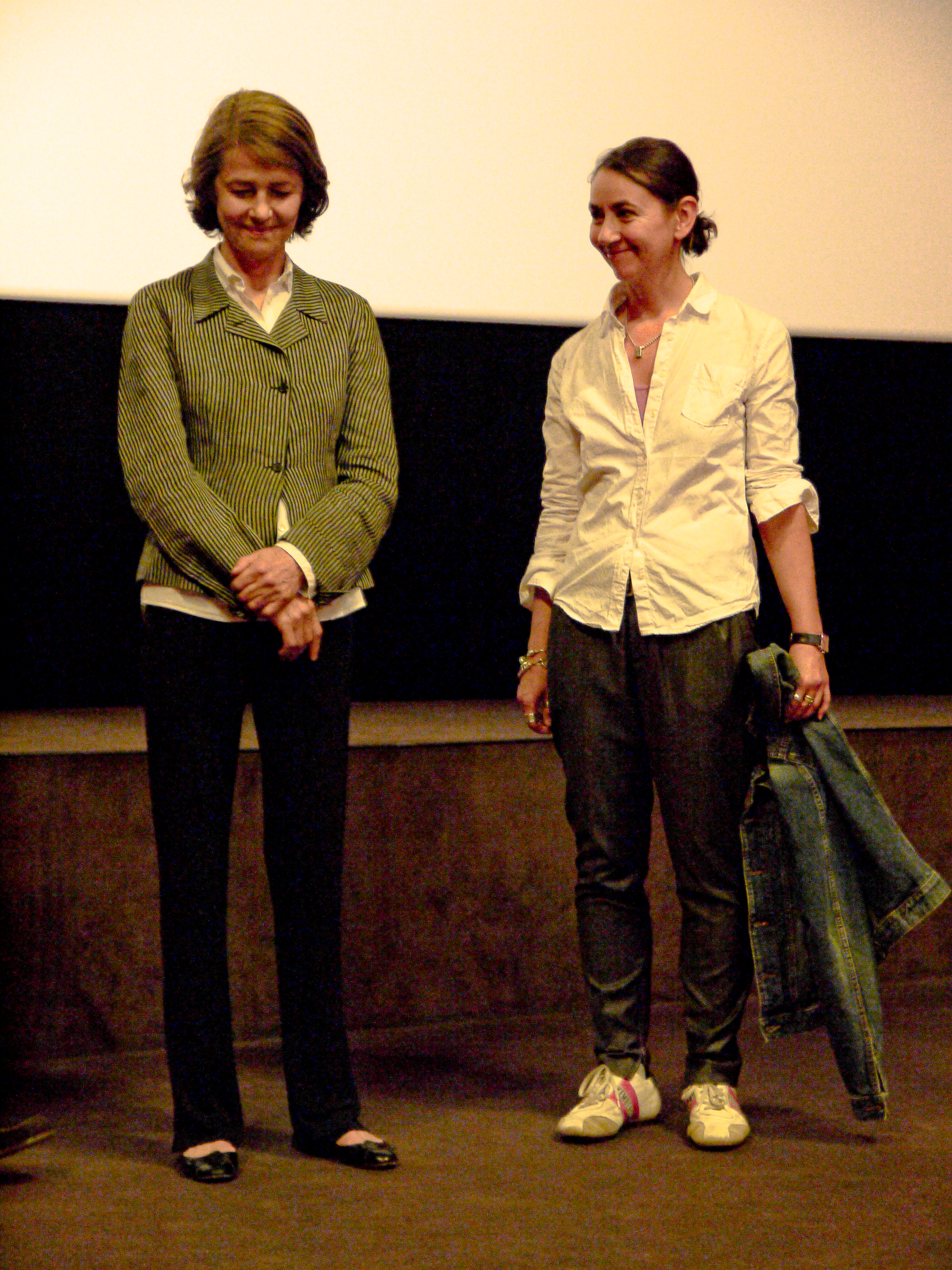
Charlotte Rampling (links) und Angelina Maccarone 2011 in Paris vor der Premiere von The Look

Angelina Maccarone (* 21. August 1965 in Pulheim) ist eine deutsche Filmregisseurin und Drehbuchautorin.

## Leben
Maccarone wurde als Tochter eines italienischen Gärtners und einer berufstätigen deutschen Mutter in Pulheim geboren. Sie wuchs wie ihre Geschwister und Halbgeschwister nicht zweisprachig auf.
Angelina Maccarone lebt gemeinsam mit ihrer Lebensgefährtin, der Filmeditorin Bettina Böhler, in Berlin.

## Beruflicher Werdegang
Ursprünglich strebte Maccarone eine Karriere im Musikbereich an. Im Alter von 14 Jahren begann sie, Songtexte zu schreiben. Nach Beendigung der Schulzeit verfasste sie diverse Texte, die sie unter anderem an Udo Lindenberg und die heute nicht mehr bestehende Hamburger Band Roh verkaufte. 1999 veröffentlichte sie ein Liebeslied auf dem Sampler „Jesus Müller Music Club – Crash ’99“ mit dem Titel Vielleicht Morgen. 1985 siedelte sie nach Hamburg über und absolvierte ein Studium der Germanistik und Amerikanistik mit Schwerpunkt im Medienbereich. Ihre Magisterarbeit in Germanistik unter dem Titel „Eine Mainstream-Lesben-Komödie und ihre kultur- und filmhistorischen Voraussetzungen“ behandelt den Erfolg ihres ersten eigenen, 1995 entstandenen Films Kommt Mausi raus?!. Drehbücher schreibt sie seit 1992. Im Rahmen einer vom MEDIA-Programm der Europäischen Union unterstützten Trainingsinitiative für junge Talente nahm sie 2003 am Entwicklungs- und Script-Programm des griechischen Mediterranean Film Institute (MFI) teil.
Maccarone hat Lehraufträge als Dozentin für Drehbuch in den USA und ist Professorin für Spiel- und Dokumentarfilm an der Filmuniversität Babelsberg Konrad Wolf.
In Verbindung mit dem von ihr geschriebenen und inszenierten Tatort Wem Ehre gebührt kam es im Dezember 2007 zu heftigen Protesten der alevitischen Gemeinde in Deutschland; am 30. Dezember demonstrierten mehr als 20.000 Aleviten in Köln gegen die Ausstrahlung des Films. Die meisten Protestierer hatten den Film nicht mal gesehen, vielmehr davon gehört, dass ihre Gemeinschaft angegriffen werde. Hintergrund war neben dem Tabuthema Kindesmissbrauch in der Familie eine historische Tradition der Verleumdung der alevitischen Minderheit durch die sunnitische Mehrheit im Osmanischen Reich und in der Türkei. Die von den zornigen Reaktionen völlig überraschte Regisseurin bat die Betroffenen um Entschuldigung für das Missverständnis und verwies darauf, dass ihre ausführlichen Recherchen vor dem Projekt nichts dergleichen nahegelegt hätten. Sie habe einen Fall von innerfamiliärem Kindsmissbrauch und dessen Spätfolgen thematisieren wollen, wie er in allen Kulturen, europäischen wie nahöstlichen, christlichen wie muslimischen, leider vorkomme. Dass bis in die Gegenwart derartige Verleumdungen, „Beschuldigungen und Vorurteile unter fanatischen Sunniten“ gegenüber der liberal-islamischen Glaubensgemeinschaft der Aleviten gängig seien, sei ihr neu gewesen.
Im Februar 2017 erhielt sie für ihr Drehbuch mit dem Arbeitstitel Klandestin von der Kulturstaatsministerin den Deutschen Drehbuchpreis 2017 überreicht, die wichtigste deutsche Auszeichnung für herausragende, noch unverfilmte Drehbücher. In den Jahren seit der Preisvergabe konnte Maccarone ihr Drehbuch verfilmen. Klandestin kommt am 24. April 2025 in die deutschen Kinos.

## Künstlerische Charakteristik
Angelina Maccarone hat bei Filmdramen und Krimis sowie einem aufwendigen Porträt-Dokumentarfilm über Charlotte Rampling (The Look – Charlotte Rampling, 2011) Regie geführt, oft zu eigenem Drehbuch. Sie erzählt häufig die Geschichten von „Randfiguren, Ausgegrenzte[n], Underdogs“. „Die Dynamiken zwischen ihnen und der scheinbaren Norm sind Maccarones Thema und meistens stehen Frauen im Zentrum.“ Als Kamerafrau ihrer Filme ist des Öfteren Judith Kaufmann tätig; die Musik für ihre Filme komponiert meist der wie sie aus Pulheim stammende Jakob Hansonis.
Bereits 2005 griff Maccarone mit ihrem Film Fremde Haut das damals kaum beachtete Thema der mehrfach marginalisierten Gruppe homosexueller Geflüchteter auf und setzte damit neue Akzente im politischen Kino. Der Film thematisierte die Flucht einer lesbischen Iranerin nach Deutschland, die sich aus Angst vor Verfolgung als Mann ausgibt – und machte damit auf das institutionelle Versagen in der deutschen Asylpraxis aufmerksam.
Mit Klandestin (2025) knüpft Maccarone fast zwanzig Jahre später an ihr politisch engagiertes Erzählen an. Der Film zeigt aus verschiedenen Sichtweisen unter anderem das moralische Dilemma einer konservativen Politikerin, die sich zum Überdenken ihrer Haltung zur Migration gezwungen sieht, als sie einem jungen Geflüchteten Unterschlupf gewährt.

## Filmografie
- 1995: Kommt Mausi raus?! (TV-Film): Drehbuch und Regieassistenz; Regie: Alexander Scherer
- 1996: Willi und die Windzors (TV-Film): Drehbuchsupervisor; Regie: Hape Kerkeling
- 1996: Blackjack (TV-Film): Drehbuch zusammen mit Peter Zingler; Regie: Ulli Baumann
- 1998: Alles wird gut (TV-Film, ARD): Drehbuch und Regie
- 1998: Ein Engel schlägt zurück (internationaler Titel: Helgoland Babylon; TV-Film): Drehbuch und Regie
- 2001: You can’t rewind your life (Werbespot): Regie
- 2003: Rauchfrei erleben (Werbespot): Regie
- 2005: Fremde Haut[11]: Regie, Drehbuch zusammen mit Judith Kaufmann
- 2006: Alles wegen Robert de Niro (TV-Film, ARD): Drehbuch; Regie: Helmut Förnbacher
- 2006: Verfolgt[12]: Regie; Drehbuch: Susanne Billig
- 2007: Vivere (Roadmovie)[13]: Drehbuch und Regie
- 2007: Ein Mann, ein Fjord (Hörbuch-Komödie, CD): Text, zusammen mit Angelo Colagrossi; Sprecher: Hape Kerkeling
- 2007: Tatort: Wem Ehre gebührt (Fernsehreihe): Drehbuch und Regie
- 2008: Tatort: Erntedank e. V. (Fernsehreihe): Drehbuch und Regie
- 2009: Ein Mann, ein Fjord! (TV-Film): Drehbuch, zusammen mit Angelo Colagrossi und Hape Kerkeling
- 2009: Tatort: Borowski und die Sterne (Fernsehreihe): Drehbuch und Regie
- 2011: The Look – Charlotte Rampling – A self portrait through others. (Dokumentarfilm): Buch und Regie; Deutschland, Frankreich, 94 Min., Produktion: Prounenfilm, Tag/Traum, Les films d’ici, ZDF, 3sat, Erstsendung: 25. November 2012 bei 3Sat.
- 2014: Tolerant? Sind wir selber. Drei Videoclips: Coming out, Eltern, Maskerade: Regie; Buch: zusammen mit Carolin Emcke, Schnitt: Bettina Böhler, in Kooperation mit der Heinrich-Böll-Stiftung und der Yorck Kinogruppe[14]
- 2014: Polizeiruf 110: Hexenjagd (Fernsehreihe): Drehbuch (zusammen mit Kristin Derfler) und Regie.
- 2025: Klandestin: Drehbuch und Regie

## Auszeichnungen (Auswahl)
- Kommt Mausi raus?!: Das Treatment (Kurzdrehbuch) zu dem Film erhielt 1992 den Preis der Kulturbehörde Hamburg. Der Fernsehfilm wurde 1995 für den Telestar nominiert.
- Ein Engel schlägt zurück: 1998 „Best Fiction Program“ der Cologne Conference, gezeigt bei mehreren Filmfestivals (u. a. Filmfest London)
- Alles wird gut: gezeigt auf bisher 30 nationalen und internationalen Festivals, dabei ausgezeichnet unter anderem mit Zuschauerpreisen in New York, Paris, beim „L.A. Outfest“ in Los Angeles und beim „Toronto Inside Out Lesbian and Gay Film and Video Festival“.
- Fremde Haut: Hessischer Filmpreis, 2005; Beste Filmerzählung („Best Narrative Feature“) beim Seattle International Film Festival 2005; Großer Jurypreis des Image Nation Film Festival Montreal 2005. Beim Cyprus International Film Festival 2006 erhielt er als „Bester Film“ die Goldene Aphrodite, Angelina Maccarone den Preis „Best Director“ und die Hauptdarstellerin Jasmin Tabatabai die Auszeichnung „Beste Spielfilm-Darstellerin“. 2006 wurde Jasmin Tabatabai für ihre Rolle nominiert zum Deutschen Filmpreis in der Kategorie Darsteller. Nominiert wurde der Film außerdem für den „Crystal Globe“ des Filmfestival Karlovy Vary 2005.
- Verfolgt: Hauptpreis Goldener Leopard beim Internationalen Filmfestival von Locarno in der neugeschaffenen Sektion „Cinema du présent“/„Cineasti del Presente“ (Kino der Gegenwart). Teilnahme an weiteren Filmfestivals (u. a. Filmfest Hof)
- Vivere: „Artistic Achievement Award“, Los Angeles; gezeigt bei mehreren Filmfestivals (u. a. Tribeca Film Festival New York, Festival des deutschen Films Ludwigshafen, Eröffnungsfilm zum Filmkongress Köln, Internationales Filmfestival Karlovy Vary)
- Goldene Lola für das beste unverfilmte Drehbuch 2017 für ihr Drehbuch Klandestin

## Nachweise
1. ↑  Peitz, Christiane: Die Taktgeberin – Porträt von Bettina Böhler bei tagesspiegel.de, 6. März 2012 (abgerufen am 23. März 2012).
2. ↑  Filmuniversität Babelsberg Konrad Wolf | Regie-MA. In: www.filmuniversitaet.de. Abgerufen am 20. April 2016.
3. ↑  Offizielle Stellungnahme der Alevitischen Gemeinde Deutschland e. V. (Memento vom 24. Februar 2008 im Internet Archive)
4. ↑  „Aleviten demonstrieren gegen „Inzest“-Tatort“, Spiegel Online, 27. Dezember 2007
5. ↑  Strafanzeige gegen NDR: Muslime protestieren gegen Tatort-Krimi, FAZ vom 27. Dezember 2007, abgerufen am 15. März 2017.
6. ↑  „Regisseurin verteidigt Inzest-Krimi“, Spiegel Online, 27. Dezember 2007
7. ↑  Deutscher Drehbuchpreis 2017: Wichtigste Auszeichnung für herausragende Drehbücher verliehen, Pressemitteilung der Bundesregierung vom 10. Februar 2017, abgerufen am 15. März 2017.
8. ↑  Filmstarts: Klandestin. Abgerufen am 16. April 2025.
9. 1 2  Moderation: Britta Bürger: Drehbuchautorin Angelina Maccarone – Starke Frauen im Mittelpunkt. In: deutschlandradiokultur.de. 15. März 2017, abgerufen am 15. März 2017.
10. 1 2 3 4  Arabella Wintermayr: Drama über Geflüchteten: Die Konservative, der Geflüchtete und ihr Gewissen. In: Die Tageszeitung: taz. 23. April 2025, ISSN 0931-9085 (taz.de [abgerufen am 24. April 2025]).
11. ↑  Website des Filmverleihs zu Fremde Haut, mit Trailern, abgerufen am 15. März 2017.
12. ↑  Linkliste zu Infos und Kritiken über Verfolgt, www.filmz.de, abgerufen am 15. März 2017.
13. ↑  Linkliste zu Infos und Kritiken über Vivere, www.filmz.de, abgerufen am 15. März 2017.
14. ↑  Mitteilung der Heinrich-Böll-Stiftung zu den Videoclips Tolerant? Sind wir selber, abgerufen am 25. Oktober 2014.

| Personendaten    | Personendaten                                |
| ---------------- | -------------------------------------------- |
| NAME             | Maccarone, Angelina                          |
| KURZBESCHREIBUNG | deutsche Filmregisseurin und Drehbuchautorin |
| GEBURTSDATUM     | 21. August 1965                              |
| GEBURTSORT       | Pulheim                                      |